# Tom Taylor (actor)
Tom Taylor (Surrey, Inglaterra; 16 de julio de 2001) es un actor británico conocido por su papel de Jake Chambers en La Torre Oscura y Tom Foster en el drama Doctor Foster de BBC One. 

## Vida y carrera
Dejó de asistir a la escuela de arte dramático en 2013 hasta que su exmaestra, la Sra. Rachel Bell de The Secret Stage School en Camberley, le dijo que un agente vendría a la escuela para entrevistas. Taylor fue a la audición, consiguió su primer agente y obtuvo papeles estelares en The Last Kingdom y Doctor Foster para la BBC.
Taylor ganó el papel de Jake Chambers en marzo de 2016, después de un casting mundial. Dicho rol está establecido que lo repita en una serie de televisión basada en el cuarto volumen de la serie de libros La Torre Oscura.

## Filmografía

### Cine y televisión
- Casualty (2014) - Tristan Miles (episodio "Born Lucky")[3]
- Doctor Foster (2015-2017) - Tom Foster
- The Last Kingdom (2015) - Joven Uhtred (Episodio 1)
- Legends (2015) - Joven Martin (T2, Eps 1 & 2)
- Taboo (2017) - El hijo de Delaney (Episodio 5)
- La Torre Oscura (2017) - Jake Chambers[4]
- The Kid Who Would Be King (2018)
- House of the Dragon (2024) - Cregan Stark